# Operator ternar
În limbajele de programare, un operator ternar (uneori incorect numit un operator terțiar) este un operator care are trei operanzi. Acest operator ternar poate transmite mai multe linii de cod la o singură linie în limbajele care o pot folosi, cum ar fi JavaScript, C # sau Java. Argumentele și rezultatul pot fi de diferite tipuri. Inițial vine de la BCPL, a cărui sintaxă echivalentă pentru e1 ? e2: e3 a fost e1 -> e2, e3. Limbajele derivate din BCPL au tendința de a apărea împreună cu acest operator.
Multe limbaje de programare care utilizează sintaxa limbajului C folosesc un operator ternar, ?:, care definește o afirmație condiționată. Deoarece acest operator este adesea singurul operator ternar în limbajul de programare, uneori se face referire pur și simplu la "operatorul ternar".
Majoritatea limbajelor de programare care sunt subliniate în programarea funcțională nu au nevoie de un astfel de operator, deoarece expresia lor regulată condiționată este o expresie în primul rând, de exemplu, sistemul de expresie (dacă (a> b) ab) este echivalent în semantica expresiei C (a> b)? a: b.
Acest lucru este valabil și în multe limbaje imperative, începând cu ALGOL, unde ar fi posibil să se scrie resultado := if a > b then a else b, de asemenea, Smalltalk (resultado := (a > b) ifTrue: [ a ] ifFalse: [ b ]) sau Ruby (resultado = if a > b: a else b end).

## Alocare condiționată
Sintaxa operatorului ternar (?:) este folosită după cum urmează:
```
expresión boleana ? valor si cierto : valor si falso

```

Condiția este evaluată adevărată sau falsă ca expresie booleană. Pe baza evaluării stării booleene, întreaga expresie returnează valoarea dacă este adevărată dacă condiția este adevărată, dar valoarea dacă este altfel falsă. În general, cele două subexemplează valoarea dacă este adevărată și valoarea dacă false trebuie să aibă același tip, care determină tipul întregii expresii. Importanța acestui tip de control se găsește în cea mai uzuală utilizare a operatorului - în declarațiile de atribuire condiționată. În această utilizare apare ca o expresie în partea dreaptă a unei instrucțiuni de atribuire, după cum urmează:
```
variable = condición ? valor si cierto : valor si falso

```

Operatorul ?: Este similar cu modul în care expresiile condiționale (if-then-else) lucrează în limbaj de programare funcțională, cum ar fi Scheme, ML și Haskell, deoarece if-then-else formează o expresie în loc de o declarație în acele limbi.

## Utilizare
Cea mai obișnuită utilizare a acestui operator ternar este de a face o scurtă propoziție condiționată. De exemplu, dacă vrem să dezvoltăm codul în C pentru a schimba ora de deschidere a unui magazin la ora 12:00 în weekenduri și ora 9 în zilele lucrătoare, putem folosi:
```
int
 
tiempo_de_apertura
 
=
 
(
día
 
==
 
FIN_DE_SEMANA
)
 
?
 
12
 
:
 
9
;

```

în loc de codul mai detaliat
```
int
 
tiempo_de_apertura
;

if
 
(
día
 
==
 
FIN_DE_SEMANA
)

    
tiempo_de_apertura
 
=
 
12
;

else

    
tiempo_de_apertura
 
=
 
9
;

```

Cele două forme sunt aproape echivalente. Rețineți că ?: este o expresie și if-then-else o declarație. De asemenea, trebuie să se țină cont de faptul că nici valoarea dacă este adevărată, nici valoarea dacă este falsă poate fi omisă din operatorul ternar, ceea ce ar duce la o eroare a compilatorului.

### C++
În C++, există situații în care utilizarea alocării condiționate a if-else nu este posibilă, deoarece acest limbaj distinge în mod explicit între inițializare și alocare. Într-un astfel de caz, este întotdeauna posibil să utilizați un apel la funcție, dar acest lucru poate fi inconfortabil. De exemplu, dacă doriți să transmiteți valori cu condiții diferite ca argument pentru un constructor al unui câmp sau al unei clase de bază, nu este posibil să folosiți un simplu if-else, în acest caz putem folosi o expresie de atribuire condiționată sau un apel către funcție. Acesta din urmă este valabil pentru tipurile de referință, de exemplu:
```
#include
 
<iostream>

#include
 
<fstream>

#include
 
<string>

 

using
 
namespace
 
std
;

 

int
 
main
(
int
 
argc
,
 
char
 
*
argv
[])

{

    
string
 
name
;

    
ofstream
 
fout
;

    
if
 
(
argc
 
>
 
1
 
&&
 
argv
[
1
])

    
{

        
name
 
=
 
argv
[
1
];

        
fout
.
open
(
name
.
c_str
(),
 
ios
::
out
 
|
 
ios
::
app
);

    
}

 

    
ostream
 
&
sout
 
=
 
name
.
empty
()
 
?
 
cout
 
:
 
fout
;

}

```

În acest caz, nu există nici o posibilitate de înlocuire a utilizării operatorului: cu un altul. (Deși aveți posibilitatea să înlocuiți utilizarea ?: Cu un apel la funcție, în cadrul căruia poate fi uun if-else.) În plus, operatorul ternar poate da un Ivalue, adică o valoare la care se poate da o altă valoare. Luați în considerare următorul exemplu:
```
  
#include
 
<iostream>

   
int
 
main
 
()
 
{

   
int
 
a
=
0
,
 
b
=
0
;

 

   
const
 
bool
 
cond
 
=
 
...;

   
(
cond
 
?
 
a
 
:
 
b
)
 
=
 
1
;

   
std
::
cout
 
<<
 
"a="
 
<<
 
a
 
<<
 
','

             
<<
 
"b="
 
<<
 
b
 
<<
 
'\n'
;

  
}

```

### C#

#### Exemplul
```
class
 
Ejemplo

{

   
static
 
void
 
Main
()

    
{

 
var
 
a
 
=
 
0
;

            
var
 
b
 
=
 
1
;

            
var
 
r
 
=
 
a
 
==
 
b
 
?
 
"Es igual"
 
:
 
"No es igual"
;

 
Console
.
WriteLine
(
r
);

    
}

}

/*

Resultado:

No es igual

*/

```

### CFML (Railo)

#### Exemplul 1
```
<cfscript>
arg = "T";
vehicle = ( ( arg == 'B' ) ? 'bus' : 
            ( arg == 'A' ) ? 'airplane' : 
            ( arg == 'T' ) ? 'train' : 
            ( arg == 'C' ) ? 'car' : 
            ( arg == 'H' ) ? 'horse' : 
                             'feet' );
</cfscript>
<cfoutput>#vehicle#</cfoutput>

```

#### Exemplul 2
```
<cfscript>
price = ( product.hasPrice() ) ? product.getPrice() : "-";
writeOutput( "Precio del producto: " & price );
</cfscript>

```

### Java, JSP
În Java, operatorul ternar este numit și operatorul condițional și utilizează aceeași sintaxă ca celelalte limbi bazate pe limbajul C. De exemplu, pentru a verifica dacă o persoană este de vârstă legală, am folosi următoarele:
```
   
boolean
 
mayor_de_edad
 
=
 
edad
 
>=
 
18
 
?
 
true
:
 
false
;

```

Acesta va înlocui următorul cod detaliat:
```
 
boolean
 
mayor_de_edad
;

 
if
(
edad
 
>=
 
18
){

    
mayor_de_edad
 
=
 
true
;

 
}
else
{

    
mayor_de_edad
 
=
 
false
;

 
}

```

Pentru a utiliza operatorul ternar în paginile JavaServer, puteți încorpora codul Java utilizând scriptleturi. Acest mod nu este recomandat, dar este sugerat de folosit bibliotecile JSTL pentru a obține un cod mai curat și mai structurat. De exemplu, pentru a comuta culoarea rândurilor într-o table HTMLfolosind CSS, am putea folosi următoarele:
```
  
<
c:forEach
 
list
=
"${requestScope.miLista}"
 
varStatus
=
"contador"
>
 
      
<
tr
 
class
=
"${contador % 0 ? 'even' : 'odd'}"
>

         
<
td
>
Hola Mundo!!!
</
td
>

      
</
tr
>

  
</
c:forEach
>

```

### Perl, PHP
Un constructor if-else din Perl sau PHP va fi scris astfel:
```
if
 
(
$a
 
>
 
$b
)
 
{

    
$result
 
=
 
$a
;

}
 
else
 
{

    
$result
 
=
 
$b
;

}

```

Rescris cu operatorul ternar, ar arăta astfel:
```
$result
 
=
 
(
$a
 
>
 
$b
)
 
?
 
$a
 
:
 
$b
;

```

De la versiunea 5.3, PHP suportă o sintaxă a operatorului ternar. În această formă, condiția este returnată dacă condiția nu este evaluată ca fiind falsă:
```
 
$variable
 
=
 
condicion
 
?:
 
if
 
false

```

### Python
Un operator ternar pentru Python a fost aprobat ca propunere de îmbunătățire Python 308 și a fost adăugat la versiunea 2.5 în septembrie 2006. Operatorul ternar Python diferă de comună ?: în ordinea operanzilor săi. Forma generală este:
```
valor_si_cierto
 
if
 
condición
 
else
 
valor_si_falso

```

### Visual Basic .NET
Chiar dacă .NET nu utilizează operanzi ?: Puteți utiliza o implementare foarte asemănătoare cu instrucțiunea if ... else.
```
Dim
 
tiempo_de_apertura
 
As
 
Integer
 
=
 
IIf
((
dia
 
=
 
FIN_DE_SEMANA
),
 
12
,
 
9
)

 

'sintaxis general es IIf(condicion, valor_si_cierto, valor_si_falso)

```

În exemplul anterior, IIF este o funcție și nu un operator ternar real. Ca o funcție, valorile celor trei părți sunt evaluate înainte ca apelul funcției să apară. Această limitare a impus și în Visual Basic. NET 9.0, lansat ca Visual Studio 2008, la care a fost introdus un operator ternar real utilizând cheia IF în loc de IIF. Aceasta permite funcționarea următorului cod:
```
Dim
 
nombre
 
As
 
String
 
=
 
If
(
persona
 
Is
 
Nothing
,
 
""
,
 
persona
.
Nombre
)

```